# Linoljedammen
Linoljedammen är en sjö i Skövde kommun i Västergötland och ingår i Göta älvs huvudavrinningsområde.